# Pedro Antonio de Aragón
Pedro Antonio de Aragón (nome completo Pedro Antonio Ramón Folch de Cardona; Lucena, 1611 – Madrid, 1690) è stato un politico e militare spagnolo, duca di Segorbe e Cardona, agli ordini di Filippo IV e Carlo II di Spagna.

## Biografia
Appartenente alla famiglia Folch de Cardona, fu un uomo dalla grande cultura e arrivò a occuparsi di prestigiosi incarichi presso la Corona spagnola ricoprendo il ruolo di Viceré e capitano generale della Catalogna dal 1642 al 1644 partecipando alla sollevazione della Catalogna. Dal 1662 al 1666 ha ricoperto l'incarico di ambasciatore a Roma e in seguito succedette a suo fratello, il cardinale Pascual de Aragón, come Viceré di Napoli (1666-1671) firmando, con tali poteri, l'espulsione dal Regno dei cittadini francesi come rappresaglia della Guerra di Devoluzione tra Spagna e Francia. Pretese di ereditare il titolo di duca di Segorbe alla morte del fratello Luis Ramon Folch de Cardona avvenuta nel 1670. Tra il 1667 e il 1670 fece costruire, sulla superficie occupata in precedenza dai giardini, il Presidio Militare di Pizzofalcone, in modo da permettere una migliore sistemazione della guarnigione spagnola. Durante il suo soggiorno in Italia (1662-1672), scrisse il libro Geometria militar (1671) e raggruppò un'importante collezione artistica ed una singolare biblioteca personale di gran valore, che consta approssimativamente di 3.600 volumi, donata al Monastero di Poblet dopo il suo ritorno in Spagna e nel 1671 fece traslare i resti di Alfonso il Magnanimo nello stesso monastero. Nello stesso anno si recò a Roma con il duca di Girifalco Fabrizio Caracciolo, suo uomo di fiducia, per un viaggio diplomatico da papa Clemente X. Morì nel 1690 e gli successe come duca di Segorbe la nipote Catalina de Aragón y Cardona, che passò tutta l'eredità al marito Juan Francisco de la Cerda, duca di Medinaceli. I suoi resti riposano nella cappella privata della Casata di Cardona nel Monastero di Poblet.

## Ascendenza[5]
|                                                                              |                                                     |                                                                | Genitori                                                |  |  | Nonni |  |  | Bisnonni                                 |  |  | Trisnonni                                         |  |
|                                                                              |                                                     |                                                                |                                                         |  |  |       |  |  | Diego Fernández de Córdoba (1524 – 1601) |  |  | Luis Fernández de Córdoba y Pacheco (1482 – 1564) |  |
|                                                                              |                                                     |                                                                |                                                         |  |  |       |  |  | Diego Fernández de Córdoba (1524 – 1601) |  |  | Luis Fernández de Córdoba y Pacheco (1482 – 1564) |  |
|                                                                              |                                                     | Francisca Fernández de Córdoba y de la Cerda (1500 ca. – 1571) |                                                         |  |  |       |  |  | Diego Fernández de Córdoba (1524 – 1601) |  |  |                                                   |  |
| Luis Ramón de Aragón Folc de Cardona y Córdoba (1558 – 1596)                 |                                                     |                                                                |                                                         |  |  |       |  |  | Diego Fernández de Córdoba (1524 – 1601) |  |  |                                                   |  |
|                                                                              |                                                     | Juana de Aragón Folc de Cardona (1543 – 1608)                  | Alfonso de Aragón y Portugal (1489 – 1563)              |  |  |       |  |  |                                          |  |  |                                                   |  |
|                                                                              |                                                     | Juana de Aragón Folc de Cardona (1543 – 1608)                  | Alfonso de Aragón y Portugal (1489 – 1563)              |  |  |       |  |  |                                          |  |  |                                                   |  |
|                                                                              |                                                     | Juana de Aragón Folc de Cardona (1543 – 1608)                  | Juana Folch de Cardona y Manrique de Lara (1504 – 1564) |  |  |       |  |  |                                          |  |  |                                                   |  |
| Enrique de Aragón Folc de Cardona y Córdoba (1588 – 1640)                    |                                                     | Juana de Aragón Folc de Cardona (1543 – 1608)                  |                                                         |  |  |       |  |  |                                          |  |  |                                                   |  |
|                                                                              |                                                     | Luis Enríquez de Cabrera (1530 – 1596)                         | Luis Enríquez y Girón (1500 – 1572)                     |  |  |       |  |  |                                          |  |  |                                                   |  |
|                                                                              |                                                     | Luis Enríquez de Cabrera (1530 – 1596)                         | Luis Enríquez y Girón (1500 – 1572)                     |  |  |       |  |  |                                          |  |  |                                                   |  |
|                                                                              |                                                     | Luis Enríquez de Cabrera (1530 – 1596)                         | Ana de Cabrera y Moncada (1508 – 1565)                  |  |  |       |  |  |                                          |  |  |                                                   |  |
| Ana Enríquez de Cabrera y Mendoza (1561 – 1607)                              |                                                     | Luis Enríquez de Cabrera (1530 – 1596)                         |                                                         |  |  |       |  |  |                                          |  |  |                                                   |  |
|                                                                              |                                                     | Ana de Mendoza (1540 ca. – 1595)                               | Diego Mendoza y Aragón (1520 – 1566)                    |  |  |       |  |  |                                          |  |  |                                                   |  |
|                                                                              |                                                     | Ana de Mendoza (1540 ca. – 1595)                               | Diego Mendoza y Aragón (1520 – 1566)                    |  |  |       |  |  |                                          |  |  |                                                   |  |
|                                                                              |                                                     | Ana de Mendoza (1540 ca. – 1595)                               | María de Mendoza (1510 – 1554)                          |  |  |       |  |  |                                          |  |  |                                                   |  |
| Pedro Antonio de Aragón-Córdoba-Cardona y Fernández de Córdoba (1611 – 1690) |                                                     | Ana de Mendoza (1540 ca. – 1595)                               |                                                         |  |  |       |  |  |                                          |  |  |                                                   |  |
|                                                                              | Juan Matias de Córdoba y Figueroa (1525 ca. – 1589) | Lorenzo III Suárez de Figueroa (1505 – 1528)                   |                                                         |  |  |       |  |  |                                          |  |  |                                                   |  |
|                                                                              | Juan Matias de Córdoba y Figueroa (1525 ca. – 1589) | Lorenzo III Suárez de Figueroa (1505 – 1528)                   |                                                         |  |  |       |  |  |                                          |  |  |                                                   |  |
|                                                                              | Juan Matias de Córdoba y Figueroa (1525 ca. – 1589) | Catalina Fernández de Córdoba y Enríquez (1495 – 1569)         |                                                         |  |  |       |  |  |                                          |  |  |                                                   |  |
| Pedro Fernández de Córdoba y Figueroa (1563 – 1606)                          | Juan Matias de Córdoba y Figueroa (1525 ca. – 1589) |                                                                |                                                         |  |  |       |  |  |                                          |  |  |                                                   |  |
|                                                                              |                                                     | Catalina Fernández de Córdoba y Figueroa (1547 – 1574)         | Pedro Fernández de Córdoba y Figueroa (1519 – 1552)     |  |  |       |  |  |                                          |  |  |                                                   |  |
|                                                                              |                                                     | Catalina Fernández de Córdoba y Figueroa (1547 – 1574)         | Pedro Fernández de Córdoba y Figueroa (1519 – 1552)     |  |  |       |  |  |                                          |  |  |                                                   |  |
|                                                                              |                                                     | Catalina Fernández de Córdoba y Figueroa (1547 – 1574)         | Ana de la Cruz Ponce de León (1527 – 1601)              |  |  |       |  |  |                                          |  |  |                                                   |  |
| Catalina Fernández de Córdoba y Figueroa (1589 – 1646)                       |                                                     | Catalina Fernández de Córdoba y Figueroa (1547 – 1574)         |                                                         |  |  |       |  |  |                                          |  |  |                                                   |  |
|                                                                              |                                                     | Fernando Enríquez de Ribera y Portocarrero (1517 – 1594)       | Fernando Enríquez de Ribera (1480 ca. – 1522)           |  |  |       |  |  |                                          |  |  |                                                   |  |
|                                                                              |                                                     | Fernando Enríquez de Ribera y Portocarrero (1517 – 1594)       | Fernando Enríquez de Ribera (1480 ca. – 1522)           |  |  |       |  |  |                                          |  |  |                                                   |  |
|                                                                              |                                                     | Fernando Enríquez de Ribera y Portocarrero (1517 – 1594)       | Inés Portocarrero y Cárdenas (1490 – 1546)              |  |  |       |  |  |                                          |  |  |                                                   |  |
| Juana Enríquez de Ribera y Cortés (1565 ca. – 1635)                          |                                                     | Fernando Enríquez de Ribera y Portocarrero (1517 – 1594)       |                                                         |  |  |       |  |  |                                          |  |  |                                                   |  |
|                                                                              |                                                     | Juana Cortés Ramírez de Arellano (1533/1536 – 1588)            | Hernán Cortés (1485 – 1547)                             |  |  |       |  |  |                                          |  |  |                                                   |  |
|                                                                              |                                                     | Juana Cortés Ramírez de Arellano (1533/1536 – 1588)            | Hernán Cortés (1485 – 1547)                             |  |  |       |  |  |                                          |  |  |                                                   |  |
|                                                                              |                                                     | Juana Cortés Ramírez de Arellano (1533/1536 – 1588)            | Juana Ramírez de Arellano y Zúñiga (1509 – 1578)        |  |  |       |  |  |                                          |  |  |                                                   |  |
|                                                                              |                                                     | Juana Cortés Ramírez de Arellano (1533/1536 – 1588)            |                                                         |  |  |       |  |  |                                          |  |  |                                                   |  |